# 가와사키 야스마사
가와사키 야스마사(일본어: 川﨑 裕大, 1992년 8월 20일~)는 일본의 축구 선수이다.

## 구단 경력
그는 2015년 J1리그의 산프레체 히로시마에 입단했다. 2017년 J2리그의 요코하마 FC로 이적했다. 2019년 J2리그 준우승으로 J1리그로 승격했다. 2020년 J3리그의 카탈레 도야마로 이적했다. 2021년부터 2022년까지 SC 사가미하라에서 뛰었다. 2022년후 현역 은퇴.